# Cabinteely
Cabinteely är en ort i republiken Irland. Den ligger i provinsen Leinster, i den östra delen av landet, i storstadsområdet Dublin. Cabinteely ligger 41 meter över havet och antalet invånare är 10 038.
Terrängen runt Cabinteely är platt åt nordost, men åt sydväst är den kuperad. Havet är nära Cabinteely åt nordost. Runt Cabinteely är det i huvudsak tätbebyggt.